# Ribeira de Alcobertas
A Ribeira das Alcobertas é uma ribeira de Portugal, que nasce na Serra dos Candeeiros, perto da vila de Alcobertas (Rio Maior) no lugar do Olho de Água e que desagua no Rio Maior. Ela passa pelas freguesias de Fráguas, Arruda dos pisões e Outeiro da cortiçada.
A Ribeira de Cuba, que passa em Alcanede, é um afluente da Ribeira de Alcobertas.
Actualmente está em projecto a construção de uma pequena barragem (perto da aldeia de Fráguas) nesta ribeira para irrigação.